# تپه بدلبوی ۱
تپه بدلبوی ۱ مربوط به سدهٔ ۸–۷ ه.ق است و در شهرستان ارومیه، بخش نازلو، دهستان نازلو، ۹۰۰ متری شرق روستای بدلبو واقع شده و این اثر در تاریخ ۲۵ آبان ۱۳۸۷ با شمارهٔ ثبت ۲۳۴۹۶ به‌عنوان یکی از آثار ملی ایران به ثبت رسیده است.